# Mikołaj Mściwy
Mikołaj Mściwy (falecido em 1526) foi um prelado católico romano que serviu como bispo auxiliar de Gniezno (1509–?).

## Biografia
No dia 1 de Abril de 1509, Nicolaus Msczny foi nomeado durante o papado de Júlio II como Bispo Auxiliar de Gniezno e Bispo Titular de Athyra. Não se sabe por quanto tempo serviu como Bispo Auxiliar de Gniezno. Enquanto bispo, foi o co-consagrador principal de Jakub von Salza, Bispo de Wrocław (1521).